# The Diamond Sea
„The Diamond Sea“ je singl americké rockové skupiny Sonic Youth, který byl vydán v roce 1995 k albu Washing Machine. B-stranu tvoří píseň „My Arena“. K „The Diamond Sea“ vyšel i videoklip.

## Seznam skladeb
1. "The Diamond Sea" – 5:26
2. "My Arena" – 2:15
3. "The Diamond Sea" (s jiným koncem) – 25:50